# Rudis Corrales
Rudis Alberto Corrales Rivera, plus couramment appelé Rudis Corrales, né le 6 novembre 1979 à Sociedad (Salvador), est un footballeur salvadorien qui joue actuellement pour l'Alianza.

## Biographie

### Club
La carrière professionnelle de Corrales débute en 1997, quand il signe un contrat avec le Municipal Limeño. Il fait officiellement ses débuts cette même année, le 29 novembre, lors d'un match contre le CD Dragon.
Le 9 septembre 2007, lors d'un match contre l'Alianza Fútbol Club, Corrales devient la septième personne à marquer 100 buts.  dans le championnat du Salvador, un exploit réussi par Raúl Díaz Arce, Williams Reyes, Emiliano Pedrozo, Adonai Martínez, Hugo Coria et David Cabrera.

### International
Le 23 mai 2001, il participe à sa première sélection en équipe du Salvador, lors du match Nicaragua - Salvador (0-3).
Le 6 février 2008, lors d'un match de qualifications pour la Coupe du monde 2010, contre Anguilla, Corrales devient le premier joueur salvadorien de l'histoire à marquer 5 buts lors d'éliminatoires pour la Coupe du monde. Le précédent record avait été établi par le légendaire attaquant salvadorien Raúl Díaz Arce, qui avait marqué 4 buts contre Saint-Vincent-et-les-Grenadines.
Il a auparavant pris part avec la sélection à la Gold Cup 2002, à la Gold Cup 2003, à la Gold Cup 2009 et à la Gold Cup 2011.

## Statistiques détaillées

### Buts en sélection
| Buts en sélection de Rudis Corrales | Buts en sélection de Rudis Corrales | Buts en sélection de Rudis Corrales                    | Buts en sélection de Rudis Corrales | Buts en sélection de Rudis Corrales | Buts en sélection de Rudis Corrales | Buts en sélection de Rudis Corrales |
|                                     | Date                                | Lieu                                                   | Adversaire                          | Score                               | Résultat                            | Compétition                         |
| ----------------------------------- | ----------------------------------- | ------------------------------------------------------ | ----------------------------------- | ----------------------------------- | ----------------------------------- | ----------------------------------- |
| 1.                                  | 25 mai 2001                         | Estadio Tiburcio Carías Andino, Tegucigalpa (Honduras) | Panama                              | 1-0                                 | 2-1                                 | Coupe UNCAF 2001                    |
| 2.                                  | 9 février 2003                      | Estadio Rommel Fernández, Panama City (Panama)         | Panama                              | 2-1                                 | 2-1                                 | Coupe UNCAF 2003                    |
| 3.                                  | 13 février 2003                     | Estadio Rommel Fernández, Panama City (Panama)         | Nicaragua                           | 1-0                                 | 3-0                                 | Coupe UNCAF 2003                    |
| 4.                                  | 6 juillet 2003                      | The Home Depot Center, Carson (États-Unis)             | Mexique                             | 2-0                                 | 2-1                                 | Match amical                        |
| 5.                                  | 6 février 2008                      | Estadio Cuscatlán, San Salvador (Salvador)             | Anguilla                            | 3-0                                 | 12-0                                | Qualifications coupe du monde 2010  |
| 6.                                  | 6 février 2008                      | Estadio Cuscatlán, San Salvador (Salvador)             | Anguilla                            | 4-0                                 | 12-0                                | Qualifications coupe du monde 2010  |
| 7.                                  | 6 février 2008                      | Estadio Cuscatlán, San Salvador (Salvador)             | Anguilla                            | 6-0                                 | 12-0                                | Qualifications coupe du monde 2010  |
| 8.                                  | 6 février 2008                      | Estadio Cuscatlán, San Salvador (Salvador)             | Anguilla                            | 7-0                                 | 12-0                                | Qualifications coupe du monde 2010  |
| 9.                                  | 6 février 2008                      | Estadio Cuscatlán, San Salvador (Salvador)             | Anguilla                            | 8-0                                 | 12-0                                | Qualifications coupe du monde 2010  |
| 10.                                 | 26 mars 2008                        | RFK Stadium, Washington DC (États-Unis)                | Anguilla                            | 2-0                                 | 4-0                                 | Qualifications coupe du monde 2010  |
| 11.                                 | 23 avril 2008                       | Memorial Coliseum, Los Angeles (États-Unis)            | Chine                               | 1-0                                 | 2-2                                 | Match amical                        |
| 12.                                 | 23 avril 2008                       | Memorial Coliseum, Los Angeles (États-Unis)            | Chine                               | 2-0                                 | 2-2                                 | Match amical                        |
| 13.                                 | 19 novembre 2008                    | Estadio Cuscatlán, San Salvador (Salvador)             | Costa Rica                          | 1-0                                 | 1-3                                 | Qualifications coupe du monde 2010  |
| 14.                                 | 27 mai 2009                         | Memorial Coliseum, Los Angeles (États-Unis)            | Équateur                            | 2-1                                 | 3-1                                 | Match amical                        |
| 15.                                 | 9 septembre 2009                    | Estadio Cuscatlán, San Salvador (Salvador)             | Costa Rica                          | 1-0                                 | 1-0                                 | Qualifications coupe du monde 2010  |
| 16.                                 | 24 février 2010                     | Raymond James Stadium, Tampa (États-Unis)              | États-Unis                          | 1-0                                 | 1-2                                 | Match amical                        |
| 17.                                 | 29 mai 2011                         | Robertson Stadium, Houston (États-Unis)                | Honduras                            | 2-2                                 | 2-2                                 | Match amical                        |

NB : Les scores sont affichés sans tenir compte du sens conventionnel en cas de match à l'extérieur (Salvador-Adversaire)

## Référence
1. ↑  (es) « 100e but de Corrales », elsalvador, 11 septembre 2007 (consulté le 11 septembre 2007)